# Colibri cyanotus
Chim ruồi tím nhỏ (Danh pháp khoa học: Colibri cyanotus) là một loài chim ruồi trong họ Trochilidae thuộc bộ Apodiformes được tìm thấy trong những khu rừng rậm từ Costa Rica cho tới phần phía Bắc của Nam Mỹ. Chúng là những con chim có kích thước trung bình và có sắc xanh tím Violet là chủ đạo. Cùng với chim ruồi tím Mexico là một trong hai giống chim ruồi xanh tím 

## Phân loài
Chim ruồi tím nhỏ có 04 phân loài được ghi nhận gồm:
- Colibri cyanotus cabanidis (Heine), 1863) - Costa Rica, miền Tây Panama
- Colibri cyanotus cyanotus (Bourcier, 1843) - Colombia, Tây Bắc Venezuela, Ecuador
- Colibri cyanotus kerdeli Aveledo & Perez, 1991 - Đông Bắc Venezuela
- Colibri cyanotus crissalis Todd, 1942 - Peru và Bolivia

## Tập tính
Những con Colibri này ít khi đi một mình nhưng có xu hướng tập trung tại cây ra hoa, đặc biệt là cà phê Inga. Chúng ăn vào phần giữa và thường xuyên bảo vệ lãnh thổ nơi chúng kiếm ăn. Chúng chủ yếu ăn mật hoa và côn trùng nhỏ. Chim Colibri ít đã được ghi nhận là đạt tốc độ bay lớn nhất từng được ghi nhận cho một con chim ruồi, với một cặp chim có đạt 90 mph (140 km/h) trong một cuộc rượt đuổi, mặc dù các loài khác có thể đạt được tốc độ tương tự.